# Igreja do Menino Deus

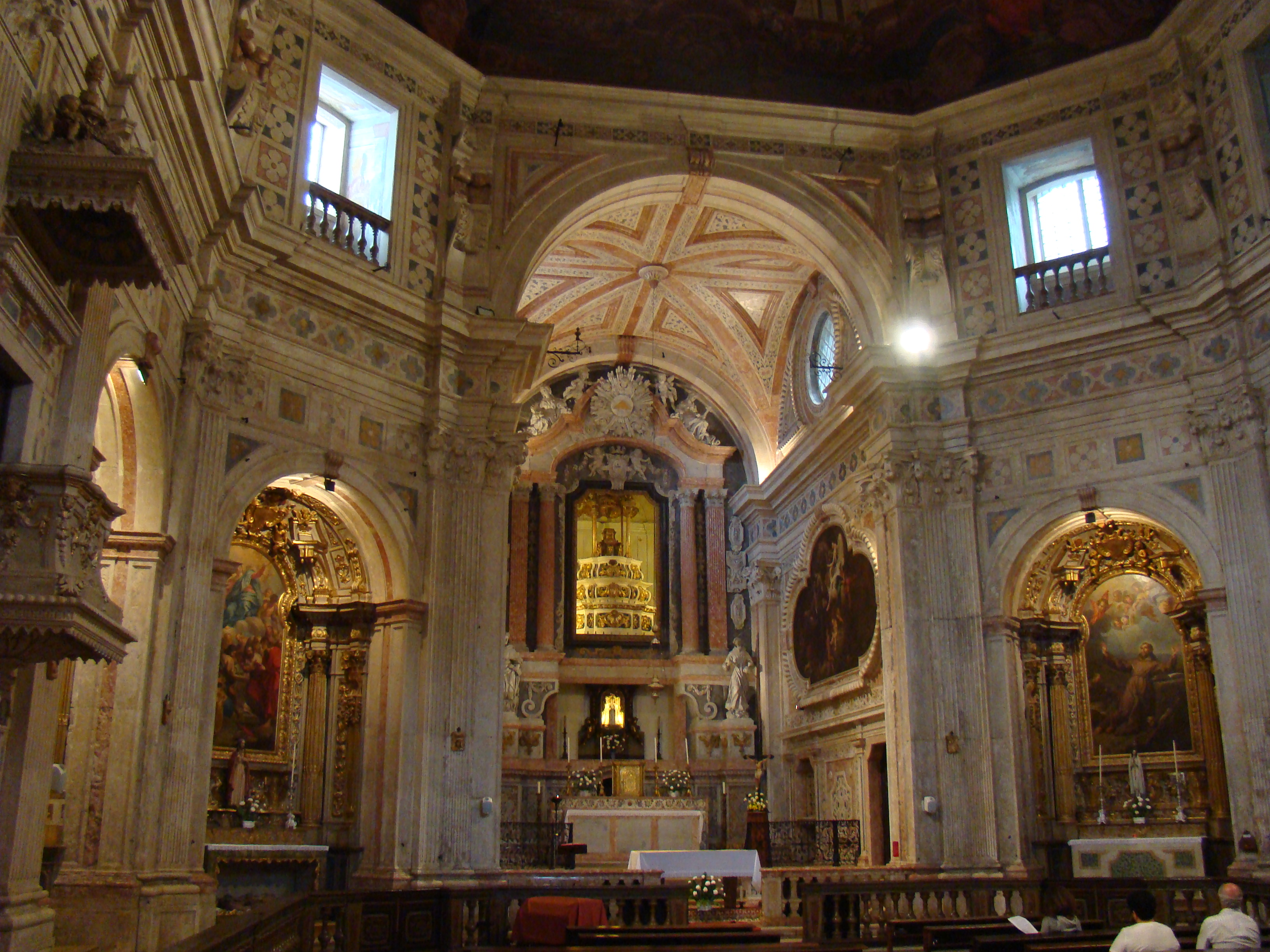
Perspectiva da capela-mor da igreja do Menino Deus, com a beleza obtida pela entrada da luz, enriquecendo o emprego dos mármores brancos e róseos

A Igreja do Menino Deus, também designada por Convento da Ordem Terceira da Penitência e Convento e Igreja do Menino Deus, é uma igreja e antigo convento localizados em Alfama junto ao Castelo de São Jorge, na freguesia de Santa Maria Maior, em Lisboa.
Esta classificada como Monumento Nacional desde 1918.

## Descrição e história
Da invocação do Menino Deus, trata-se de uma peça arquitetónica importante do barroco olisiponense que resistiu ao terramoto de 1755.
A igreja tem estilo conventual, barroco, tendo sido construída no reinado de D. João V (1711). Foi projectada pelo arquitecto João Antunes, tendo sido concluída por João Frederico Ludovice. 
No local havia já um hospital denominado de Mantelatos da Ordem Terceira de São Francisco de Xabregas, que continha uma imagem milagrosa do Menino Jesus.
O rei D. João V, ao ouvir os relatos dos milagre, resolveu erguer um templo, alguns meses antes do nascimento do seu primeiro filho.
A igreja tem semelhanças com a Igreja de Santa Engrácia, situada no Campo de Santa Clara. Possui, no interior, uma capela-mor e oito capelas. Outros elementos incluem altares de talha dourada, pintura de tecto e duas estátuas. Possui também azulejos com temas religiosos.
O pórtico apresenta colunas coríntias.

## Painéis da capela-mor
A capela-mor apresenta dois painéis, que são exemplo de pintura barroca: "São Francisco despojado dos hábitos seculares", elaborado por Vieira Lusitano e "São José e da morte de São Francisco", elaborado por André Rubira.
Estes painéis foram restaurados pela World Monuments Fund Portugal. O restauro foi concluído no ano de 2001.